# Аміхай Шиклі
Аміхай Шиклі (івр. עַמִּיחַי שִׁיקְלִי; нар. 12 вересня 1981, Єрусалим) — ізраїльський політик, депутат Кнесету від партії Лікуд з кінця 2022 року. З кінця грудня 2022 року обіймає посаду міністра Ізраїлю у справах діаспори та боротьби з антисемітизмом, та посаду міністра соціальної рівності Ізраїлю.